# 34ª edizione dei Directors Guild of America Award
La 34ª edizione dei Directors Guild of America Award si è tenuta il 13 marzo 1982 al Beverly Hilton Hotel e ha premiato i migliori registi nel campo cinematografico, televisivo e pubblicitario del 1981. Le nomination sono state annunciate il 9 febbraio 1982.

## Cinema
- Warren Beatty – Reds
- Hugh Hudson – Momenti di gloria (Chariots of Fire)
- Louis Malle – Atlantic City, U.S.A. (Atlantic City)
- Mark Rydell – Sul lago dorato (On Golden Pond)
- Steven Spielberg – I predatori dell'arca perduta (Raiders of the Lost Ark)

## Televisione

### Serie drammatiche
- Robert Butler – Hill Street giorno e notte (Hill Street Blues) per l'episodio Sporca città lurido mestiere[3] (Hill Street Station)
- David Anspaugh – Hill Street giorno e notte (Hill Street Blues) per l'episodio Il giardino di Mr. Popovich[4] (The Last White Man on East Ferry Avenue)
- Georg Stanford Brown – Hill Street giorno e notte (Hill Street Blues) per l'episodio Up in Arms

### Serie commedia
- Alan Alda – M*A*S*H per l'episodio La vita che salvi (The Life You Save)
- James Burrows – Taxi per l'episodio Jim the Psychic
- Harry Morgan – M*A*S*H per l'episodio Fratelli di sangue (Blood Brothers)

### Special, film tv e trasmissioni d'attualità
- Herbert Wise – Diritto d'offesa (Skokie)
- Emile Ardolino – Great Performances per la puntata Nureyev and the Joffrey Ballet/In Tribute to Nijinsky
- Anthony Harvey e Anthony Page – La storia di Patricia Neal (The Patricia Neal Story)

### Trasmissioni d'attualità
- Stan Harris – Command Performance at Ford's Theatre: The Stars Meet The President
- Clark Jones – 35ª edizione dei Tony Award
- Doug Wilson – 1981 U.S. Figure Skating Championships

### Trasmissioni musicali e d'intrattenimento
- Emile Ardolino – The Spellbound Child
- Bill Davis e Tony Charmoli – Lily: Sold Out
- Clark Jones – Sinatra: The Man and His Music

### Documentari
- Robert Guenette – Great Movie Stunts: Raiders of the Lost Ark
- David Heeley – Starring Katharine Hepburn
- Harry Moses – Jean Seberg

## Pubblicità
- Richard Levine – spot per Pepsi-Cola (First Love; Papa), Kodak (Summer Colt)
- Stuart Hagmann – spot per Chiesa di Gesù Cristo dei santi degli ultimi giorni (Julie Through the Looking Glass), Coca-Cola (Railway Crossing)
- Tibor Hirsch – spot per SOS (Anniversary), Partager (Camargue), United Airlines (Clem's Story), GTE (Santa's Workshop)
- Joe Pytka – spot per Henry Weinhard (Alaska), Bud Light (Football), Coca-Cola (Thirsty Workers)
- Melvin Sokolsky – spot per Fisher (Beam), Dr Pepper (Roundy Room; Whistling)

## Premi speciali

### Premio D.W. Griffith
- Rouben Mamoulian

### Premio Frank Capra
- David Golden
- Wallace Worsley Jr.